# قربط خطي الأوراق
قربط خطي الأوراق (الاسم العلمي:Filago linearifolia) هو نوع من النباتات يتبع جنس القربط من الفصيلة النجمية.